# Chiesa dei Santi Pietro e Paterniano
La chiesa dei Santi Pietro e Paterniano è la parrocchiale di Mondavio, in provincia di Pesaro e Urbino e diocesi di Fano-Fossombrone-Cagli-Pergola; fa parte della vicaria del Metauro.

## Storia
L'originaria cappella forse esisteva già nel XIV secolo, anche se la prima attestazione della sua esistenza è datata 1444; era un edificio di piccole dimensioni, dotato di tre altri e privo di decorazioni.
All'epoca vi erano due chiese distinte, dedicate rispettivamente a San Pietro e a San Paterniano; nel 1449 tutte le funzioni della prima vennero trasferite nella seconda, che crebbe allora d'importanza e che nel 1486 ricevette molti beni già appartenuti al soppresso monastero di Santa Chiara.
Nel 1563, dopo la demolizione della precedente chiesa, fu costruita la nuova parrocchiale per volere di don Pietro Antonio Genga e su progetto di suo nipote Bartolomeo Genga; a ricordo dell'evento v'è un'epigrafe recante la scritta "PETR(US) ANT(ONIUS) GENGA URBINA(S) PLEB(ANUS) PROPRIO AC PUBBLICO ERE A(NNO) D(OMINI) FUNDA VIT 1563".
Nel 1741 papa Benedetto XIV elevò la chiesa al rango di collegiata, conferendole un'importanza inferiore - nella diocesi - solo alla cattedrale di Fano; negli anni successivi si provvide ad abbellire l'edificio e a realizzare le cappelle laterali e il 28 settembre 1751 fu impartita la consacrazione dal vescovo di Civita Castellana Sante Lanucci, mondaviese di nascita.
Il 20 ottobre 1754 avvenne la posa della prima pietra della torre campanaria, disegnata da Melchiorre Pagani; nel 1963 si provvide a risistemare la chiesa, nel 1970 ad adeguarla alle norme postconciliari e nel 1994 a restaurarla.

## Descrizione

### Esterno
La facciata a capanna della collegiata, rivolta a nordovest e in mattoni a faccia vista, èsuddiviso da una cornice marcapiano in due registri, entrambi scanditi da lesene; quello inferiore presenta centralmente il portale d'ingresso architravato, mentre in quello superiore vi sono due finestre laterali, mentre una terza in posizione centrale è stata murata.
Annesso alla parrocchiale è il campanile a base quadrata, caratterizzato da lesene angolari; la cella presenta su ogni lato una monofora ed è coronata dalla cupola a cipolla.

### Interno

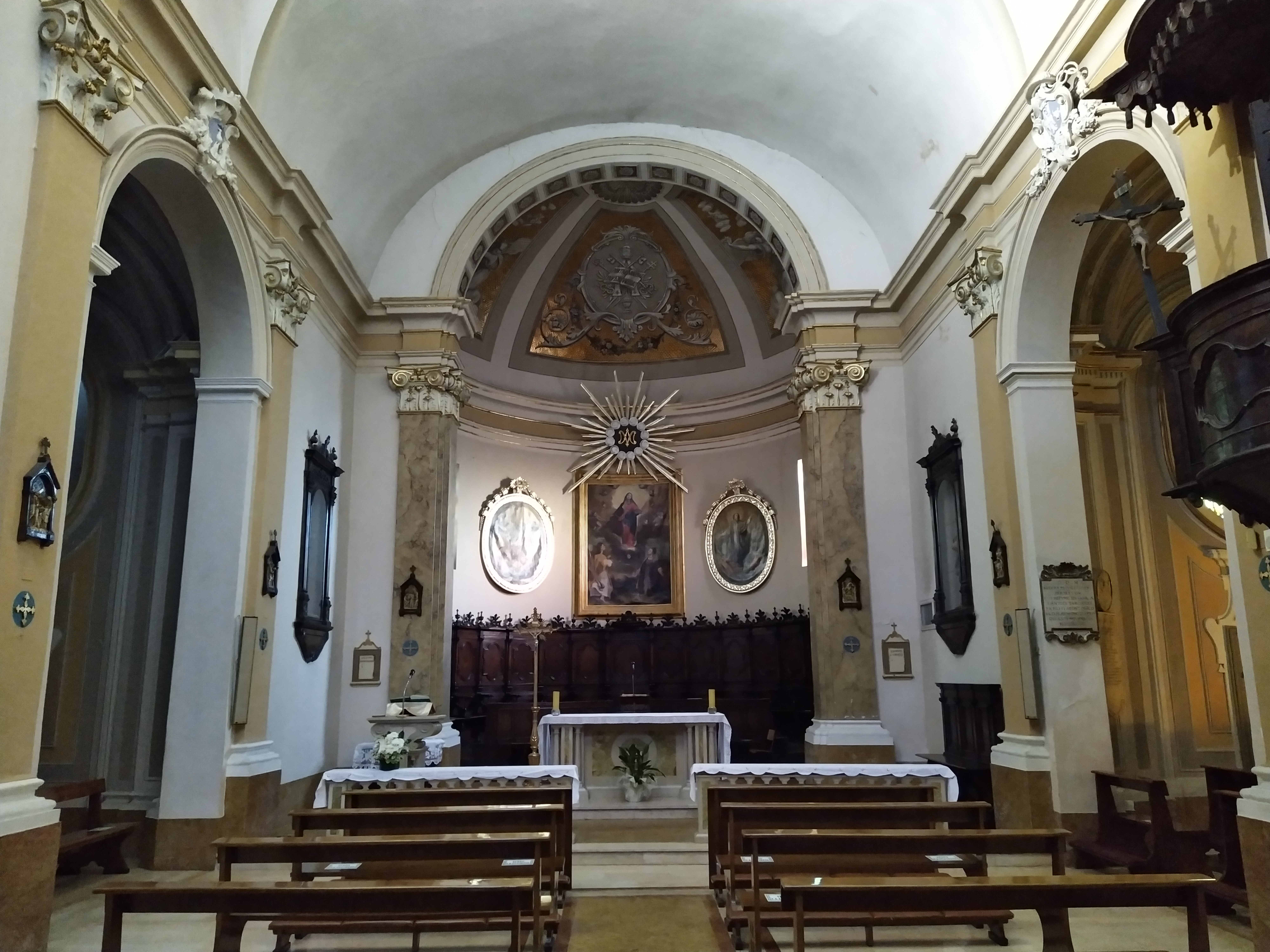
L'interno

L'interno dell'edificio si compone di un'unica navata, sulla quale si affacciano le cappelle laterali introdotte da archi a tutto sesto e le cui pareti sono scandite da lesene sorreggenti il cornicione sopra il quale si imposta la volta; al termine dell'aula si sviluppa il presbiterio, delimitato da due balaustre, rialzato di alcuni gradini e chiuso dall'abside semicircolare.
Qui sono conservate diverse opere di pregio, tra le quali la tela con soggetto l'Angelo custode, dipinta nel Settecento da Giuseppe Bottani, la coeva pala ritraente la Vergine Assunta assieme ai Santi Giovanni Evangelista e Caterina, la tela raffigurante la Vergine con i Santi Michele Arcangelo ed Eleuterio Papa, il cui autore è Sebastiano Ceccarini, e il quadretto che rappresenta Gesù coronato di spine.